# Francis Xavier Osamu Mizobe
Francis Xavier Osamu Mizobe (Sinŭiju, 5 marzo 1935 – Kyoto, 29 febbraio 2016) è stato un vescovo cattolico giapponese.

## Biografia
Ha studiato in Italia grazie alla solidarietà della famiglia Ciuccarelli di Potenza Picena, in provincia di Macerata.
È stato ordinato sacerdote per la Società salesiana di San Giovanni Bosco il 9 febbraio 1964; ha celebrato la prima messa nella chiesa di Santo Stefano di Potenza Picena.
Il 10 maggio 2000 papa Giovanni Paolo II lo ha nominato vescovo di Sendai. Ha ricevuto l'ordinazione episcopale il 9 settembre dello stesso anno per mano di Peter Takeo Okada, arcivescovo di Tokyo, co-consacranti Francis Keiichi Sato, O.F.M., vescovo di Niigata, e Peter Toshio Jinushi, vescovo di Sapporo. 
È stato vescovo di Takamatsu dal 14 maggio 2004 al 25 marzo 2011.
È deceduto il 29 febbraio 2016 a Kyoto, poco prima di compiere 81 anni.

## Genealogia episcopale
La genealogia episcopale è:
- Cardinale Scipione Rebiba
- Cardinale Giulio Antonio Santori
- Cardinale Girolamo Bernerio, O.P.
- Arcivescovo Galeazzo Sanvitale
- Cardinale Ludovico Ludovisi
- Cardinale Luigi Caetani
- Cardinale Ulderico Carpegna
- Cardinale Paluzzo Paluzzi Altieri degli Albertoni
- Papa Benedetto XIII
- Papa Benedetto XIV
- Papa Clemente XIII
- Cardinale Marcantonio Colonna
- Cardinale Giacinto Sigismondo Gerdil, B.
- Cardinale Giulio Maria della Somaglia
- Cardinale Carlo Odescalchi, S.I.
- Cardinale Costantino Patrizi Naro
- Cardinale Lucido Maria Parocchi
- Papa Pio X
- Cardinale Gaetano De Lai
- Cardinale Raffaele Carlo Rossi, O.C.D.
- Cardinale Amleto Giovanni Cicognani
- Arcivescovo Mario Cagna
- Cardinale Peter Seiichi Shirayanagi
- Arcivescovo Peter Takeo Okada
- Vescovo Francis Xavier Osamu Mizobe, S.D.B.